# Juliette Kahane
 (mars 2013).
Juliette Kahane, née le 24 octobre 1947 à Paris, est une romancière française qui vit et travaille à Paris.

## Biographie
Elle est la petite-fille de Jack Kahane, éditeur à Paris de livres en langue anglaise,, et la fille de Maurice Girodias, fondateur d'Olympia Press où furent publiés entre autres Samuel Beckett, William Burroughs, Henry Miller, et la version originale du Lolita de Nabokov. Étudiante en histoire à la Sorbonne, Juliette Kahane s’investit dans le mouvement qui secoue la capitale puis le pays tout entier en mai 1968. Elle s’engage un temps dans l’extrême gauche organisée, d’abord à la LCR puis à la Gauche prolétarienne, avant de prendre une part active aux débuts du Mouvement de libération des femmes, en 1970. Elle écrit alors un premier texte, autobiographique, relatant son expérience de militante sous les ordres des directions masculines de ces organisations d’extrême gauche.
Elle travaille ensuite dans l'édition et, à partir de la fin des années 1980, publie des récits de voyage, portraits de ville et œuvres de fiction.

## Œuvre romanesque
Fabrique en 2002, Métropolitains en 2005, Revivre la bataille en 2009, et L'inconnu en 2013 sont des romans qui ont pour cadre Paris. Les héros se débattent dans le présent, ils arpentent la ville, souvent la nuit.
Fabrique est l'histoire de deux hommes et de leur rencontre avec une jeune prostituée. L'un, artiste, ramasse des déchets pour les stocker dans son atelier, et retouche des toiles que Joseph, son patron, revend. Dans Métropolitains on retrouve Joseph le galeriste ruiné, vivant comme un clochard.
En janvier 2015, Juliette Kahane publie Une fille, le récit de son enfance et son adolescence dans l'ombre de son don Juan et dandy de père, jusqu'au moment de sa seconde naissance en mai 68.
À l'automne 2015, Juliette Kahane se rend tous les jours au lycée désaffecté Jean-Quarré, dans le XIXe arrondissement de Paris. Ce lycée héberge 300 réfugiés, puis bientôt 1000. Des rencontres qu'elle y fait et des questions qu'elle s'y pose, elle tire le récit Jours d'exil, publié en 2017.

## Ouvrages

### Romans et récits
- Fabrique, éditions Gallimard, 2002 ;
- Métropolitains, éditions Gallimard, 2005 ;
- Revivre la bataille[6], Éditions de l’Olivier, 2009 ;
- L’Inconnu, Éditions de l’Olivier, 2013.
- Une fille, Éditions de l’Olivier, 2015[7],[8],[9].
- Jours d'exil, Une saison au lycée Jean-Quarré, Éditions de l'Olivier, 2017.

### Publications diverses
- « Cauchemar systématisé à Bucarest », Lumières de la ville no 2, juin 1990 ;
- « Passages à Prague », Lumières de la ville no 4, novembre 1991 ;
- « Marne l’avalée », Les Miroirs du temps, 1992 ;
- La Promenade des hommes, texte accompagnant des dessins de Jean Desmier, galerie Anne Robin, 1993 ;
- Foreword to Memoirs of a booklegger, autobiographie de Jack Kahane (grand-père de Juliette Kahane) rééditée par Hansack Press, Maine (États-Unis), 2006 ;
- « Autonomie d’un port », in Le Grand Paris est un roman, Éditions de la Villette, 2009.
- « Ligne 6 », Cahiers de l'École de Blois, n° 13, mai 2015.
- Participation (avec F. Clavel, I. De Luna, M.-P. Macia, V. Morin, N. Ringart et M. Thomas) au livre Marie, écrit collectivement à la mémoire de Marie Dedieu, Éditions iXe, 2015.